# Jason Petkovic
Jason Petkovic (ur. 7 grudnia 1972 w Perth) – australijski piłkarz pochodzenia chorwackiego występujący na pozycji bramkarza. Brat Michaela Petkovica, także piłkarza.

## Kariera klubowa
Petkovic seniorską karierę rozpoczął w 1992 roku w zespole Spearwood Dalmatinac. W 1993 roku trafił do drużyny Adelaide City z National Soccer League. W 1994 roku zdobył z nim mistrzostwo tych rozgrywek. W Adelaide spędził 6 lat. Rozegrał tam łącznie 155 spotkań. W 1999 roku odszedł do Perth Glory, także grającego w NSL. W 2003 oraz w 2004 roku zdobył z nim mistrzostwo NSL.
W 2004 roku Petkovic podpisał kontrakt z tureckim Konyasporem. W Süper Lig zadebiutował 8 sierpnia 2004 roku w przegranym 1:3 pojedynku z Galatasaray SK. Przez rok w barwach Konyasporu zagrał 13 razy. W 2005 roku wrócił do Perth Glory, występującego już wówczas w A-League. W 2009 roku zakończył tam karierę.

## Kariera reprezentacyjna
W reprezentacji Australii Petkovic zadebiutował 15 listopada 1995 roku w wygranym 3:0 towarzyskim meczu z Nową Zelandią. W 1998 roku oraz w 2002 roku zajmował z Australią 2. miejsce w Pucharze Narodów Oceanii.
W latach 1995–2002 w drużynie narodowej Petkovic rozegrał 16 spotkań.